# Pat the Bunny (Musiker)
Patrick „Pat“ Schneeweis, bekannt unter dem Künstlernamen Pat the Bunny (geboren in Brattleboro, Vermont) ist ein US-amerikanischer Musiker, Singer-Songwriter und Produzent. Er war Frontmann einiger bedeutender Folk-Punk- und Anarcho-Punk-Bands wie Johnny Hobo and the Freight Trains, Wingnut Dishwashers Union und Ramshackle Glory.  Seine Texte beschreiben oft  Themen wie das Leben unter dem Kapitalismus, Drogensucht und die Wichtigkeit des Verfolgens radikaler Lebensarten, bzw. sozialen und finanziellen Umgang mit der Gesellschaft, üblicherweise durch praktizierten Anarchismus und die DIY-Ethik.

## Biographie
Schneeweis wurde als Sohn von Charlie Schneeweis geboren, der Trompete spielte. Patrick Schneeweis arbeitete musikalisch auch mit seinem jüngeren Bruder Michael zusammen.
2009 wies Schneeweis sich wegen seiner Heroinsucht und seinem Alkoholismus selbst in eine Rehabilitationsklinik ein; 2011 stellte er den Alkohol- und Drogenkonsum ein. Nach seiner Entlassung aus der Klinik zog er nach Tucson, Arizona und gründete Ramshackle Glory. Daraufhin veröffentlichte er mehrere Ramshackle-Glory-Alben, Soloalben und Splits mit anderen DIY-Musikern. In den folgenden fünf Jahren tourte er mit Ramshackle Glory und auch als unabhängiger Musiker.
Im Februar 2016 gab er bekannt, dass er zumindest temporär seine musikalische Laufbahn beenden werde, mit der Begründung, dass die Ideologien des Punkrock und des Anarchismus nicht mehr seinen eigenen entsprächen. Ramshackle Glory spielten ihr letztes Konzert beim letzten Plan-It-X Fest im Juni 2016.  Sie veröffentlichten ihr letztes Album, One Last Big Job, im Dezember 2016. Schneeweis gab bekannt, dass er die Einnahmen aus seiner Solokarriere und den Band-Projekten durch das Social-Media-Musik-Netzwerk Bandcamp wohltätigen Organisationen zukommen lassen werde, die Musikpädagogik unterstützen.
2019 wurde Schneeweis von Ceschi auf die Bühne geholt, um den Song „This City Is Killing Me“ von ihrer Split-EP zu spielen.

### Johnny Hobo and the Freight Trains (2007–2010)
Pats erstes großes Musikprojekt hieß „Running with Meat Cleavers“ und war inspiriert von der derzeitigen Brattleboro-Punkszene, einschließlich Bands wie Vomit Dichotomy und Fancy Pants & the Cell Phones. Dem folgte eine Band, deren Name sich regelmäßig änderte und eher augenzwinkernd gemeint war, immer nach dem Format „Johnny ___ and the ___“. Die Band hieß so zeitweilig unter anderem  „Johnny Sexless and the Virgin Mafia“, um die Themen ihres Songs „DIY Orgasms“ zu reflektieren. Nach einiger Zeit setzte sich schlussendlich der Name „Johnny Hobo“ fest, trotz der Irritation von Pat selbst gegenüber diesem Namen. Die erste Demo war größtenteils solo gespielt, mit lediglich ein wenig  Akustikgitarre als Begleitung zum Schlagzeug. Die Gruppe weitete sich schnell aus und wurde vollständig akustisch. Johnny Hobo gingen während ihrer Karriere viel auf Tour; oft war Pat das einzige tourende Mitglied. Alkohol, Drogenmissbrauch, Gewalt, Politik, Suizid und die Punkszene waren häufig aufkommende Themen in Johnny-Hobo-Liedern. Song for a Harmony Parking Lot könnte eine Anspielung auf einen Parkplatz in Schneeweis's’ Heimatstadt Brattleboro sein, wo Schneeweis an einem Punkt einen nackten Sit-in-Protest hielt, wobei er seine Nacktheit damit begründete, es sei zu heiß um Kleidung zu tragen. Johnny Hobo veröffentlichten insgesamt vier EPs, zwei Splits, ein Livealbum und zwei Compilations, bevor sie sich auflösten.

### Michael Jumpshot Touchdown Pass
Das Soloprojekt Michael Jumpshot Touchdown Pass wurde 2005 von Pats Bruder Michael gegründet. Es war zuvor bekannt als Michael Jordan Touchdown Pass. Drei Alben wurden auch unter dem Namen sadjoy veröffentlicht. Pat spielte bei Livekonzerten Bassgitarre und wirkte als Background-Sänger.

### Wingnut Dishwashers Union (2007–2009)
Nach dem Ende von Johnny Hobo schrieb Pat weiterhin Songs und gründete 2007 die Band Wingnut Dishwashers Union (sinngemäß: Extremisten-Tellerwäscher-Gewerkschaft). Ähnlich wie Johnny Hobo, tourte Wingnut Dishwashers Union pausenlos, oft mit nur Pat. Im Kontrast zu Johnny Hobo, benutzten sie in vielen Songs  Elektrische statt Akustikgitarre. Sie veröffentlichten drei vollständige Alben, zwei Splits und eine Compilation während ihrer zweijährigen Karriere, sowie eine Soloversion ihres ersten Albums von Pat. Die Themen ihrer Songs grenzten sich leicht von Johnny Hobo and the Freight Trains ab, vor allem mit einem optimistischeren und utopischeren Blick auf die Zukunft. Wingnut Dishwashers Union zerbrach, als Pat 2009 in den Entzug ging.

### Playtime Posse (2009–2010)
Ein humoristisches Hip-hop-Nebenprojekt, geformt von Pat und einigen Freunden. Wurde 2009 gegründet und löste sich 2010 auf.

### Solo
Kurz nach seiner Entlassung aus der Entzugsklinik zog Schneeweis nach Tucson, Arizona, und begann neues Material über politische Erregung und seinen Kampf mit der Drogensucht. Die meisten dieser Songs wurden später von Ramshackle Glory wieder aufgegriffen. Allerdings begann Pat während Ramshackle Glorys Auszeit sich auf seine Solokarriere zu fokussieren. 2012 fing er an neue Solomusik zu veröffentlichen. Von Anfang 2014 bis zu seiner Verabschiedung, tourte Pat regelmäßig als Solokünstler. Nach seiner Tour durch den Süd-Osten der Vereinigten Staaten im Oktober 2015, gab Pat bekannt, längere Zeit keine Konzerte zu geben, allerdings noch ein letztes Album mit Ramshackle Glory zu veröffentlichen. Im Februar 2016 gab er das Ende seiner musikalischen Laufbahn bekannt.

### Ramshackle Glory (2010–2016)
2010 gründete Pat die vollständig elektrische Band Ramshackle Glory. Sie veröffentlichten zwei vollständige Alben, tourten zweimal durch die gesamte Nation und nahmen von 2012 bis 2013 eine Auszeit. Anschließend veröffentlichten sie 2013 ein Split mit Ghost Mice und gingen erneut auf Tour. Sie trennten sich 2016 nach einem Abschiedskonzert beim Plan-It-X Fest in Spencer, Indiana, und der Veröffentlichung ihres dritten und letzten Albums.

### One Man Romance (2011–2016)
Die Pop-Band One Man Romance wurde 2011 in Tucson, Arizona gegründet und bestand bis 2016.

### Big Swamp Gospel (2013–2016)
Big Swamp Gospel bestand von 2013 bis 2016 und veröffentlichte nur ein gleichnamiges narratives Konzeptalbum über Gott und den Teufel in einer Kleinstadt.

## Diskografie (Auswahl)

### Solo

#### Alben
- Die the Nightmare (Savage Wasteland Music Collective; 2011)
- Pat the Bunny Live @ Tuscan 2/3/11 (Bootleg; 2011)
- Probably Nothing, Possibly Everything (Savage Wasteland Music Collective, Plan-It-X Records; 2014)

#### Splits
- Ceschi / Pat The Bunny split 12" (DIY Bandits; 2016)
- Surprise! Moon Bandits / Pat The Bunny Postcard Split (Moon Bandits; 2016)

#### Demos/EPs
- The Mark Inside (Savage Wasteland Music Collective; 2013)
- The Volatile Utopian Real Estate Market (Savage Wasteland Music Collective; 2013)
- Cocoon (Selbstverlag; 2015)

### Mit Johnny Hobo and the Freight Trains

#### Demos/EPs
- Fire Hazard (Selbstverlag; 2003)
- Anarchy Means I Hate You (Spare Change Records; 2003)
- All Power to the Wingnuts (Spare Change Records; 2005)
- Easter Sunday Hangover (Spare Change Records; 2005)
- Caught in the Act of Not Being Awesome (Spare Change Records; 2005)
- Chaos Infiltration Squad (Spare Change Records; 2006)
- Live in Cortland (Bootleg; 2007)[21]

#### Splits
- Live at Bandit H.Q. Mit Captain Chaos (DIY Bandits; 2005)
- Love Songs for the Apocalypse. Mit ManTits (DIY Bandits; 2005)

### Mit Wingnut Dishwashers Union
- Toward a World Without Dishwashers (Spare Change Records; 2007)
- Never Trust a Man Who plays Guitar (Spare Change Records; 2008)
- Burn the Earth! Leave it Behind! (DIY Bandits; 2009)[22]

### Mit Playtime Posse
- Summertime Sounds of the Playtime Posse.(Rhymetonia Records; 2010)

### Mit Ramshackle Glory
- Live the Dream (Savage Wasteland Music Collective, DIY Bandits, Plan-It-X Records; 2011)
- Who are Your Friends Gonna Be? (Savage Wasteland Music Collective, DIY Bandits; 2012)
- One Last Big Job (Get Better Records; 2016)

### Mit One Man Romance
- Second Treatise on Love and Timing (Savage Wasteland Music Collective; 2011)
- Dark Crystals (Part One) (Savage Wasteland Music Collective; 2013)

### Mit Big Swamp Gospel
- Big Swamp Gospel (Savage Wasteland Music Collective; 2013)